# Issachar Berend Lehmann
Issachar Berend Lehmann, Berend Lehmann, Yissakhar Bermann Segal, Yissakhar ben Yehuda haLevi, Berman Halberstadt (ur. 23 kwietnia 1661 w Essen, zm. 9 lipca 1730 w Halberstadt) – żydowski bankier, dostawca dla armii Augusta II Mocnego, elektora Saksonii, króla Polski oraz dla szeregu innych książąt niemieckich.